# Церковный вестник (журнал)
«Церковный вестник» — еженедельный журнал, издававшийся в 1875—1915 годах при Санкт-Петербургской духовной академии. В 1916—1917 годах выходил в качестве официального издания Миссионерского совета при Святейшем синоде.

## История журнала
Первая мысль об основании при академии журнала принадлежала ректору Иоанну Янышеву.
Согласно указу Святейшего синода от 27 ноября 1874 года новый академический печатный орган выходил еженедельно, а другой журнал академии — «Христианское чтение» -- становилось ежемесячным к нему «Приложением». Первоначально, до 1881 года, у обоих журналов была единая редакция.
Первый номер «Церковного вестника» вышел 4 января 1875 года.
Номера журнала делились на две части — официальную и неофициальную. Таким образом, редакция журнала следовала тогдашней установившейся практике подобных изданий.
С 1875 по 1888 год был официальным органом Святейшего синода. Согласно указу Синода от 14—18 октября 1887 года № 2117 «Церковный вестник» в этом качестве заменили «Церковные ведомости».
С 1895 года выходило приложение к журналу — «Полное собрание творений св. Иоанна Златоуста» в русском переводе.
В 1893 году редакции академических журналов («Христианское чтение» и «Церковный вестник») были во второй раз объединены в одну. Объединённую редакцию возглавил известный издатель того времени — профессор академии Александр Лопухин. Оба журнала под его редакцией выходили вплоть до 1902 года включительно.
С 1903 года журнал редактировал профессор Александр Рождественский, с 1906-го — профессор Дмитрий Миртов, с 1909-го — профессор Иван Евсеев.
Во второй половине 1915 года Совет академии вынужден был констатировать, что в редакции больше нет никаких источников для продолжения деятельности. Совет академии постановил также отказаться от издания «Церковного вестника» в пользу «Христианского чтения».
Согласно указу Святейшего синода от 21 декабря 1915 года академический печатный орган был передан в пользование Миссионерскому совету при Святейшем синоде.

## Редакторы журнала
Должность редактора была выборной, избрание проходило посредством тайного голосования на общем собрании наставников Академии. Пост редактора журнала занимали следующие профессора академии:
- Андрей Иванович Предтеченский (1875 — 31.12.1880)
- Александр Львович Ката́нский (01.01.1881 — 31.12.1885)
- Николай Афанасьевич Скабалано́вич (01.01.1886 — 31.12.1890)
- Александр Иванович Садов (01.01.1891 — 31.12.1892)
- Александр Павлович Лопухин (1893—1902)
- протоиерей Александр Петрович Рождественский (1903—1905)
- Дмитрий Павлович Миртов (1906—1908)
- Иван Евсеевич Евсеев (1 января 1909 — 11 марта 1910)
- Борис Васильевич Титлинов (11 марта 1910 по 16 октября 1911)
- Иван Иванович Соколов (16 октября 1911 — 1 марта 1913)
- Григорий Васильевич Прохоров (1 марта 1913 — 1 мая 1914)
- Нил Михайлович Малахов (1 мая 1914 — 31 декабря 1915)

С 1916 г. «Церковный вестник» начал выходить в качестве официального издания Миссионерского совета при Св. Синоде под редакцией профессора протоиерея Тимофея Буткевича.

## Пример программы журнала
На 1890 г. программа «Церковного вестника» включала в себя следующие пункты:
1. передовые статьи, посвященные обсуждению различных церковных вопросов;
2. мнения печати светской и духовной по церковным вопросам;
3. статьи и сообщения, посвященные изучению и детальной разработке церковных вопросов;
4. обозрение духовных журналов;
5. обозрение светских журналов со стороны статей, представляющих церковный интерес;
6. библиографические заметки, или обозрение и оценка вновь выходящих богословских сочинений;
7. корреспонденции из епархий и из-за границы о выдающихся явлениях местной жизни;
8. «в области церковно-приходской практики» — отдел, в котором редакция давала ответы на недоуменные вопросы из пастырской практики;
9. постановления и распоряжения правительства;
10. летопись церковной и общественной жизни в России, представляющая обозрение всех важнейших событий и движений в России;
11. летопись церковной и общественной жизни за границей, сообщающая сведения о всех важнейших событиях и движениях за пределами российского государства;
12. разные известия и заметки, содержащие разнообразные сведения, не укладывающиеся в вышеозначенных отделах.